# 土佐電気鉄道7形電車 (2代)
土佐電気鉄道7形電車（とさでんきてつどう7がたでんしゃ）は、とさでん交通が保有する路面電車車両の一形式である。2014年10月1日付で土佐電気鉄道（土電）が高知県交通・土佐電ドリームサービスと経営統合し、新会社とさでん交通による運営に移行したのに伴い、土佐電気鉄道からとさでん交通に承継された。
開業翌年の1905年（明治38年）に製造された7形（オリジナル）を1984年（昭和59年）に復元したレプリカで、翌1985年（昭和60年）には「維新号」の愛称が付けられた。

## 概要
1984年、開業80周年記念事業として製作された7形のレプリカである。土電では高知大空襲で戦前の資料の多くが失われており、7形の図面も保管されていなかったため、大阪市交通局の市電保存館に保管されていた同時期の電車の図面をもとに新たに図面を作成し製作している。
車体は大阪車輌工業で製造し、塗装や内装工事などは自社知寄町工場で実施している。台車・機器などは廃車後伊野車庫に置かれていた旧300形321の部品を流用している。
車両番号は「7」となっている。

## 構造

### 車体
先述のように図面はオリジナルではなく、防火上の見地から車体は鋼製であるが、明治時代の電車に見られた特徴を再現しており、窓枠・日よけ・ドア・一部の内装材などは木製としている。
両端にオープンデッキの出入台を設け、出入台の間に窓が10枚ある。出入台のドアはナラ材を使用し、安全のため自動ドアとなっている。屋根はモニタールーフ（段落ち屋根）と呼ばれる端部を切った二段屋根で、屋根の明かり取り窓の一部は換気のため開閉可能となっている。
前面上部に手動式の方向幕、前面下部に救助網を装備している。
車内は白熱灯照明で、木製の日よけ用格子窓を備えている。天井板は木目プリントを施したアルミデコラである。冷暖房装置は設置していない。
ワンマン運転には非対応である。

### 台車・機器
先述のように321の部品を流用している。300形は7形を1954年（昭和29年）に鋼体化して製造した車両で、321は7形の22を改造したものである。台車は2軸単台車（ブリル21E）で、制御方式は直接制御式である。集電装置として屋根上にビューゲルを備えるが、ダミーのトロリーポールも取り付けている。なお当初はトロリーポールによる集電を試みたが、ポールが外れた場合に架線を切断する恐れがあるとして運輸局が難色を示し、ビューゲル集電に変更した経緯がある。このため遊戯施設扱いは別にして、日本の鉄軌道における最後のポール集電となった京福電鉄叡山平坦線・鞍馬線（現：叡山電鉄）以来となるポール集電の復活はならなかった。ブレーキは非常中継弁付き直通空気ブレーキであるが、運転台脇にダミーの手ブレーキハンドルを設置している。

## 運用
1984年12月6日から営業運転を開始した。当初は毎週土曜日や毎月15日などに定期運行され、その後も定期的に運行されたが、2009年にICカード乗車券「ですか」が導入された際、ICカード対応機器が設置されず、定期運用を休止している。